# 𝼦
Le 𝼦, appelé l crosse à gauche à mi-hauteur ou l crochet de r à gauche, est une lettre additionnelle de l’alphabet latin utilisée dans l’alphabet proposé par Joshua Knowles et comme symbole de l’alphabet phonétique international dans les années 1920.

## Utilisation
La lettre 𝼦 est proposée brièvement en 1851 pour représenter une consonne fricative dentale sourde [θ] dans l’Alphabet phonotypique.
August Ahlqvist ou Eemil Nestor Setälä ont utilisé le 𝼦 dans la transcription de langues ouraliennes dans les années 1880.
La lettre 𝼦 fait partie de l’alphabet de Joshua Knowles pour l’écriture des langues indiennes et est notamment utilisée dans une traduction des Évangiles en malayalam publiée en 1909.

## Représentation informatique
Le l crosse à gauche à mi-hauteur peut être représenté avec le caractère Unicode suivant (Latin étendu G), depuis la version 15.0 :
| formes    | représentations | chaînes de caractères | points de code | descriptions                                           |
| --------- | --------------- | --------------------- | -------------- | ------------------------------------------------------ |
| minuscule | 𝼦               | 𝼦                     | U+01DF26       | lettre minuscule latine l crosse à gauche à mi-hauteur |

## Sources
- (de) August Ahlqvist, Ueber die Sprache der Nord-Ostjaken, Helsinfors, 1880 (lire en ligne)
- Association phonétique internationale, L’Écriture phonétique internationale : exposé populaire avec application au français et à plusieurs autres langues, Londres, 1921, 2e éd. (lire en ligne)
- (en) R. Jorde, « nɔˑwiːdʒən », Le Maître phonétique, vol. 2 (39), no 7,‎ 1924 (JSTOR 44704096)
- (en) Kirk Miller et Neil Rees, Unicode request for legacy Malayalam (no L2/21-155), 16 juillet 2021 (lire en ligne)
- (en) Isaac Pitman, « Obzervaʃunz [Observations] », The Precursor,‎ 15 mai 1851, p. 27 (lire en ligne)
- (en) Isaac Pitman, « The letters “ ” and “𝼦 ꝺ” », The Phonetic Journal,‎ 15 juillet 1851, p. 108 (lire en ligne)
- (de) Eemil Nestor Setälä, Zur Geschichte der Tempus- und Modusstammbildung in den finnisch-ugrischen Sprachen, Helsingfors, 1886 (lire en ligne)